# Aarnout Drost

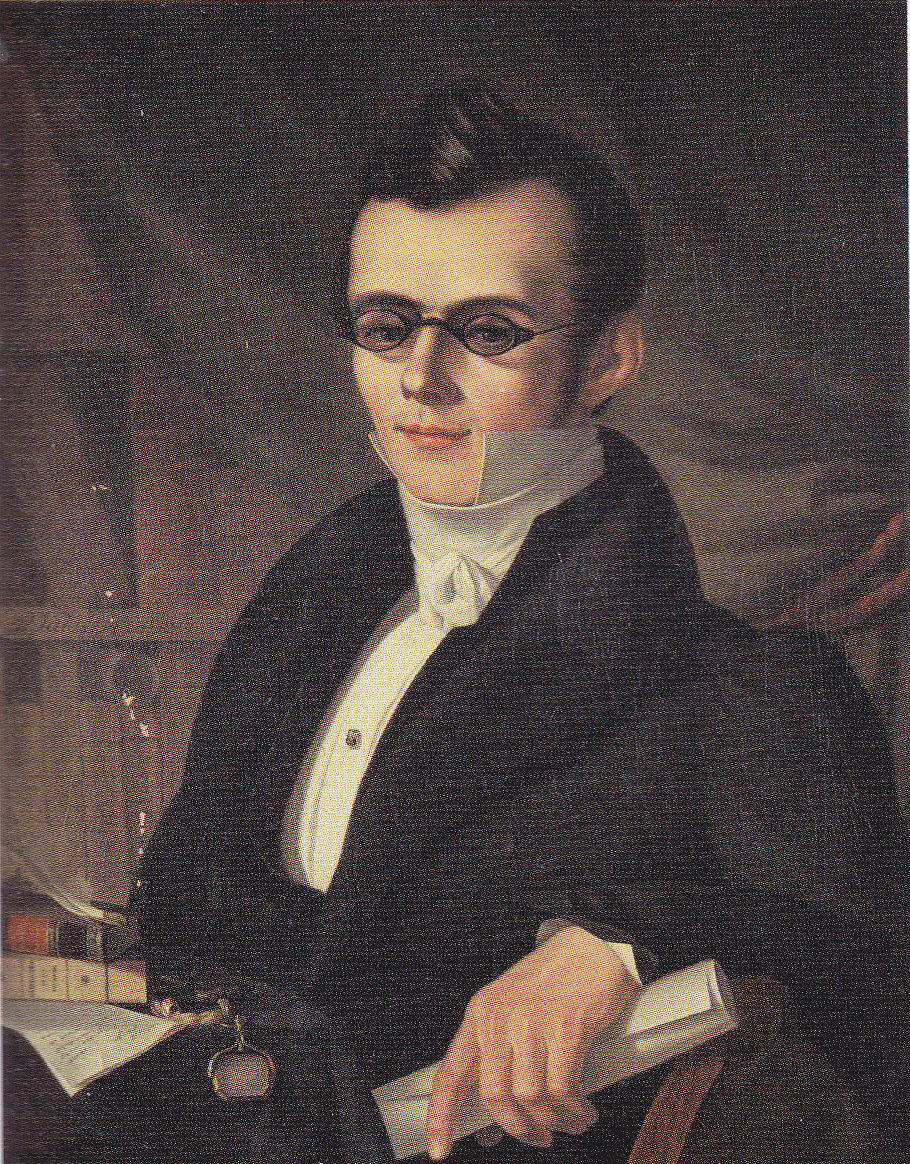
AarnoutDrost, porträtterad av Petrus Kiers.

Aarnout Drost, född den 15 mars 1810 i Amsterdam, död där den 5 november 1834, var en nederländsk skald och skriftställare.
Drost studerade teologi vid Athenaeum Illustre i Amsterdam, där professor David Jacob van Lennep hörde till hans lärare. Åren 1829–1833 studerade han i Leiden. Drost grundade 1834 tillsammans med Reinier Cornelis Bakhuizen van den Brink, Everhardus Johannes Potgieter och Jan Pieter Heije den kortlivade litterära tidskriften De Muzen. Denna publikation var en föregångare till den ännu utkommande De Gids. Därefter var han jämte Heije redaktör för Vriend des Vaderlands. Drost ses som en av förgrundsgestalterna inom den nederländska romantiken. Bland hans verk bör nämnas: Hermingard van de Eikenterpen (1832, Drosts enda fullbordade historiska roman), Het Altaarstuk (1833), De Augustusdagen (1834), Meerhuyzen (1834), De pestilentie te Katwijk (1835) och Schetsen en verhalen (1835–1836)